# Wereldkampioenschap voetbal voor clubs 2016
Het dertiende FIFA-wereldkampioenschap voetbal voor clubs (Engels: FIFA Club World Cup) vond plaats van 8 tot en met 18 december 2016 in Japan. Aan het kampioenschap, dat door de FIFA werd georganiseerd, namen zeven clubs deel: de winnaars van zes continentale bekertoernooien en de landskampioen van het organiserende land.
Real Madrid, winnaar van de UEFA Champions League 2015/16, won de titel voor de tweede keer na winst op het Japanse Kashima Antlers na verlenging.

## Kandidatuur
Er waren twee landen die interesse hadden om het wereldkampioenschap voor clubs in 2015 en 2016 te organiseren:
1. India
2. Japan

In november 2014 werd bekend dat India zich terugtrok als mogelijk gastland. Op 23 april 2015 volgde de definitieve toewijzing aan Japan.

## Stadions
| Suita                       | Yokohama           |
| --------------------------- | ------------------ |
| Suita City Football Stadium | Nissanstadion      |
| Capaciteit: 39.694          | Capaciteit: 72.327 |
|                             |                    |

## Deelnemers
| Team                   | Confederatie | Kampioenschap                             | begint in:   | Aantal deelnames                                      |
| ---------------------- | ------------ | ----------------------------------------- | ------------ | ----------------------------------------------------- |
| Kashima Antlers        | AFC          | Kampioen J-League 2015/16 (gastland)      | Play-off     | 1e                                                    |
| Auckland City          | OFC          | Winnaar OFC Champions League 2016         | Play-off     | 8e (vorige: 2006, 2009, 2011, 2012, 2013, 2014, 2015) |
| Mamelodi Sundowns      | CAF          | Winnaar CAF Champions League 2016         | Kwartfinale  | 1e                                                    |
| Club América           | CONCACAF     | Winnaar CONCACAF Champions League 2015/16 | Kwartfinale  | 3e (vorige: 2006, 2015)                               |
| Jeonbuk Hyundai Motors | AFC          | Winnaar AFC Champions League 2016         | Kwartfinale  | 2e (vorige: 2006)                                     |
| Atlético Nacional      | CONMEBOL     | Winnaar Copa Libertadores 2016            | Halve finale | 1e                                                    |
| Real Madrid            | UEFA         | Winnaar UEFA Champions League 2015/16     | Halve finale | 3e (vorige: 2000, 2001, 2014)                         |

## Scheidsrechters
De FIFA heeft zes scheidsrechters, elf assistent-scheidsrechters en zeven video-assistenten aangesteld voor dit toernooi.
| Continentale bond | Scheidsrechter     | Assistenten                   | Video-assistent              |
| ----------------- | ------------------ | ----------------------------- | ---------------------------- |
| AFC               | Nawaf Shukralla    | Yaser Tulefat Taleb Al Marri  | Ravshan Irmatov              |
| CAF               | Janny Sikazwe      | Jerson dos Santos Marwa Range | Bakary Gassama               |
| CONCACAF          | Roberto García     | José Camargo Alberto Morín    | Mark Geiger                  |
| CONMEBOL          | Enrique Cáceres    | Eduardo Cardozo Juan Zorrilla | Andrés Cunha                 |
| OFC               | Abdelkader Zitouni | Philippe Revel                | Nick Waldron                 |
| UEFA              | Viktor Kassai      | György Ring Vencel Tóth       | Danny Makkelie Damir Skomina |

Tijdens de halve finale tussen Atlético Nacional en Kashima Antlers maakte Orlando Berrío een overtreding op Daigo Nishi. Scheidsrechter Viktor Kassai liet eerst doorspelen, maar raadpleegde later videoscheidsrechter Danny Makkelie en gaf Kashima Antlers alsnog een penalty. Dit was de eerste keer dat er op een mondiaal voetbaltoernooi een strafschop toegekend werd op basis van videobeelden.

## Speelschema
|  | Play-off               | Play-off             |                        |                        | Kwartfinale         | Kwartfinale         |              |              | Halve finale | Halve finale |  |  | Finale                     | Finale |
|  | 8 december – Yokohama  |                      |                        |                        |                     |                     |              |              |              |              |  |  |                            |        |
|  | Kashima Antlers        | 2                    |                        |                        | 11 december – Osaka | 11 december – Osaka |              |              |              |              |  |  |                            |        |
|  | Kashima Antlers        | 2                    |                        |                        | 11 december – Osaka | 11 december – Osaka |              |              |              |              |  |  |                            |        |
|  | Auckland City          | 1                    |                        |                        | Mamelodi Sundowns   | 0                   |              |              |              |              |  |  |                            |        |
|  | Auckland City          | 1                    | 14 december – Osaka    |                        | Mamelodi Sundowns   | 0                   |              |              |              |              |  |  |                            |        |
|  |                        |                      |                        |                        | Kashima Antlers     | 2                   |              |              |              |              |  |  |                            |        |
|  | Atlético Nacional      | 0                    |                        |                        | Kashima Antlers     | 2                   |              |              |              |              |  |  |                            |        |
|  | Atlético Nacional      | 0                    |                        |                        |                     |                     |              |              |              |              |  |  |                            |        |
|  |                        |                      | Kashima Antlers        | 3                      |                     |                     |              |              |              |              |  |  |                            |        |
|  |                        |                      | Kashima Antlers        | 3                      |                     |                     |              |              |              |              |  |  |                            |        |
|  |                        |                      | 18 december – Yokohama |                        |                     |                     |              |              |              |              |  |  |                            |        |
|  |                        |                      |                        |                        |                     |                     |              |              |              |              |  |  |                            |        |
|  | Kashima Antlers        | 2                    |                        |                        |                     |                     |              |              |              |              |  |  |                            |        |
|  | Kashima Antlers        | 2                    | 11 december – Osaka    |                        |                     |                     |              |              |              |              |  |  |                            |        |
|  |                        | Real Madrid (w.n.v.) | 4                      |                        |                     |                     |              |              |              |              |  |  |                            |        |
|  |                        |                      | 4                      | Jeonbuk Hyundai Motors | 1                   |                     |              |              |              |              |  |  |                            |        |
|  | 15 december – Yokohama |                      |                        | Jeonbuk Hyundai Motors | 1                   |                     |              |              |              |              |  |  |                            |        |
|  |                        | Club América         | 2                      |                        |                     |                     |              |              |              |              |  |  |                            |        |
|  | Club América           | Club América         | 2                      | 0                      |                     |                     |              |              |              |              |  |  |                            |        |
|  | Club América           | Vijfde plaats        | Vijfde plaats          | 0                      |                     |                     | Derde plaats | Derde plaats |              |              |  |  |                            |        |
|  |                        | Vijfde plaats        | Vijfde plaats          |                        | Real Madrid         | 2                   | Derde plaats | Derde plaats |              |              |  |  |                            |        |
|  | 14 december – Osaka    | 14 december – Osaka  | 18 december – Yokohama | 18 december – Yokohama | Real Madrid         | 2                   |              |              |              |              |  |  |                            |        |
|  | 14 december – Osaka    | 14 december – Osaka  | 18 december – Yokohama | 18 december – Yokohama |                     |                     |              |              |              |              |  |  |                            |        |
|  | Jeonbuk Hyundai Motors | 4                    | Club América           | 2 (3)                  |                     |                     |              |              |              |              |  |  |                            |        |
|  | Jeonbuk Hyundai Motors | 4                    | Club América           | 2 (3)                  |                     |                     |              |              |              |              |  |  |                            |        |
|  | Mamelodi Sundowns      | 1                    |                        |                        |                     |                     |              |              |              |              |  |  | Atlético Nacional (w.n.s.) | 2 (4)  |

## Wedstrijden

### Play-off
|                             |                          |         |                  | |
| 8 december 2016 19:30 UTC+9 | Kashima Antlers          | 2 – 1   | Auckland City    | Stadion: Nissanstadion, Yokohama Toeschouwers: 17.667 Scheidsrechter: Janny Sikazwe Assistenten: Jerson dos Santos Assistenten: Marwa Range Vierde official: Bakary Gassama Vijfde official: György Ring Video-assistenten: Danny Makkelie Video-assistenten: Damir Skomina |
| 8 december 2016 19:30 UTC+9 | Akasaki 67' Kanazaki 88' | Verslag | 50' Kim Dae-wook | Stadion: Nissanstadion, Yokohama Toeschouwers: 17.667 Scheidsrechter: Janny Sikazwe Assistenten: Jerson dos Santos Assistenten: Marwa Range Vierde official: Bakary Gassama Vijfde official: György Ring Video-assistenten: Danny Makkelie Video-assistenten: Damir Skomina |
| 8 december 2016 19:30 UTC+9 |                          |         |                  | Stadion: Nissanstadion, Yokohama Toeschouwers: 17.667 Scheidsrechter: Janny Sikazwe Assistenten: Jerson dos Santos Assistenten: Marwa Range Vierde official: Bakary Gassama Vijfde official: György Ring Video-assistenten: Danny Makkelie Video-assistenten: Damir Skomina |
| 8 december 2016 19:30 UTC+9 |                          |         |                  | Stadion: Nissanstadion, Yokohama Toeschouwers: 17.667 Scheidsrechter: Janny Sikazwe Assistenten: Jerson dos Santos Assistenten: Marwa Range Vierde official: Bakary Gassama Vijfde official: György Ring Video-assistenten: Danny Makkelie Video-assistenten: Damir Skomina |
|                             |                          |         |                  | |

### Kwartfinales
|                              |                        |         |                 | |
| 11 december 2016 16:00 UTC+9 | Jeonbuk Hyundai Motors | 1 – 2   | Club América    | Stadion: Suita City Football Stadium, Osaka Toeschouwers: 14.587 Scheidsrechter: Viktor Kassai Assistenten: György Ring Assistenten: Vencel Tóth Vierde official: Nick Waldron Vijfde official: Marwa Range Video-assistenten: Danny Makkelie Video-assistenten: Damir Skomina Video-assistenten: Bakary Gassama |
| 11 december 2016 16:00 UTC+9 | Kim Bo-kyung 23'       | Verslag | 58', 74' Romero | Stadion: Suita City Football Stadium, Osaka Toeschouwers: 14.587 Scheidsrechter: Viktor Kassai Assistenten: György Ring Assistenten: Vencel Tóth Vierde official: Nick Waldron Vijfde official: Marwa Range Video-assistenten: Danny Makkelie Video-assistenten: Damir Skomina Video-assistenten: Bakary Gassama |
| 11 december 2016 16:00 UTC+9 |                        |         |                 | Stadion: Suita City Football Stadium, Osaka Toeschouwers: 14.587 Scheidsrechter: Viktor Kassai Assistenten: György Ring Assistenten: Vencel Tóth Vierde official: Nick Waldron Vijfde official: Marwa Range Video-assistenten: Danny Makkelie Video-assistenten: Damir Skomina Video-assistenten: Bakary Gassama |
| 11 december 2016 16:00 UTC+9 |                        |         |                 | Stadion: Suita City Football Stadium, Osaka Toeschouwers: 14.587 Scheidsrechter: Viktor Kassai Assistenten: György Ring Assistenten: Vencel Tóth Vierde official: Nick Waldron Vijfde official: Marwa Range Video-assistenten: Danny Makkelie Video-assistenten: Damir Skomina Video-assistenten: Bakary Gassama |
|                              |                        |         |                 | |

|                              |                   |         |                       | |
| 11 december 2016 19:30 UTC+9 | Mamelodi Sundowns | 0 – 2   | Kashima Antlers       | Stadion: Suita City Football Stadium, Osaka Toeschouwers: 21.702 Scheidsrechter: Roberto García Assistenten: José Camargo Assistenten: Alberto Morín Vierde official: Ravshan Irmatov Vijfde official: Jerson dos Santos Video-assistenten: Mark Geiger Video-assistenten: Nick Waldron Video-assistenten: Andrés Cunha |
| 11 december 2016 19:30 UTC+9 |                   | Verslag | 63' Endo 88' Kanazaki | Stadion: Suita City Football Stadium, Osaka Toeschouwers: 21.702 Scheidsrechter: Roberto García Assistenten: José Camargo Assistenten: Alberto Morín Vierde official: Ravshan Irmatov Vijfde official: Jerson dos Santos Video-assistenten: Mark Geiger Video-assistenten: Nick Waldron Video-assistenten: Andrés Cunha |
| 11 december 2016 19:30 UTC+9 |                   |         |                       | Stadion: Suita City Football Stadium, Osaka Toeschouwers: 21.702 Scheidsrechter: Roberto García Assistenten: José Camargo Assistenten: Alberto Morín Vierde official: Ravshan Irmatov Vijfde official: Jerson dos Santos Video-assistenten: Mark Geiger Video-assistenten: Nick Waldron Video-assistenten: Andrés Cunha |
| 11 december 2016 19:30 UTC+9 |                   |         |                       | Stadion: Suita City Football Stadium, Osaka Toeschouwers: 21.702 Scheidsrechter: Roberto García Assistenten: José Camargo Assistenten: Alberto Morín Vierde official: Ravshan Irmatov Vijfde official: Jerson dos Santos Video-assistenten: Mark Geiger Video-assistenten: Nick Waldron Video-assistenten: Andrés Cunha |
|                              |                   |         |                       | |

### Wedstrijd voor vijfde plaats
|                              |                                                                          |         |                   | |
| 14 december 2016 16:30 UTC+9 | Jeonbuk Hyundai Motors                                                   | 4 – 1   | Mamelodi Sundowns | Stadion: Suita City Football Stadium, Osaka Toeschouwers: 5.938 Scheidsrechter: Nawaf Shukralla Assistenten: Yaser Tulefat Assistenten: Taleb Al Marri Vierde official: Abdelkader Zitouni Vijfde official: Philippe Revel Video-assistenten: Ravshan Irmatov Video-assistenten: Mark Geiger Video-assistenten: Nick Waldron |
| 14 december 2016 16:30 UTC+9 | Kim Bo-kyung 18' Jong-Ho Lee 29' Nascimento 41' (e.d.) Shin-Wook Kim 89' | Verslag | 48' Tau           | Stadion: Suita City Football Stadium, Osaka Toeschouwers: 5.938 Scheidsrechter: Nawaf Shukralla Assistenten: Yaser Tulefat Assistenten: Taleb Al Marri Vierde official: Abdelkader Zitouni Vijfde official: Philippe Revel Video-assistenten: Ravshan Irmatov Video-assistenten: Mark Geiger Video-assistenten: Nick Waldron |
| 14 december 2016 16:30 UTC+9 |                                                                          |         |                   | Stadion: Suita City Football Stadium, Osaka Toeschouwers: 5.938 Scheidsrechter: Nawaf Shukralla Assistenten: Yaser Tulefat Assistenten: Taleb Al Marri Vierde official: Abdelkader Zitouni Vijfde official: Philippe Revel Video-assistenten: Ravshan Irmatov Video-assistenten: Mark Geiger Video-assistenten: Nick Waldron |
| 14 december 2016 16:30 UTC+9 |                                                                          |         |                   | Stadion: Suita City Football Stadium, Osaka Toeschouwers: 5.938 Scheidsrechter: Nawaf Shukralla Assistenten: Yaser Tulefat Assistenten: Taleb Al Marri Vierde official: Abdelkader Zitouni Vijfde official: Philippe Revel Video-assistenten: Ravshan Irmatov Video-assistenten: Mark Geiger Video-assistenten: Nick Waldron |
|                              |                                                                          |         |                   | |

### Halve finales
|                              |                   |         |                                    | |
| 14 december 2016 19:30 UTC+9 | Atletico Nacional | 0 – 3   | Kashima Antlers                    | Stadion: Suita City Football Stadium, Osaka Toeschouwers: 15.050 Scheidsrechter: Viktor Kassai Assistenten: György Ring Assistenten: Vencel Tóth Vierde official: Janny Sikazwe Vijfde official: Marwa Range Video-assistenten: Danny Makkelie Video-assistenten: Damir Skomina Video-assistenten: Bakary Gassama |
| 14 december 2016 19:30 UTC+9 |                   | Verslag | 33' (pen.) Doi 83' Endo 85' Suzuki | Stadion: Suita City Football Stadium, Osaka Toeschouwers: 15.050 Scheidsrechter: Viktor Kassai Assistenten: György Ring Assistenten: Vencel Tóth Vierde official: Janny Sikazwe Vijfde official: Marwa Range Video-assistenten: Danny Makkelie Video-assistenten: Damir Skomina Video-assistenten: Bakary Gassama |
| 14 december 2016 19:30 UTC+9 |                   |         |                                    | Stadion: Suita City Football Stadium, Osaka Toeschouwers: 15.050 Scheidsrechter: Viktor Kassai Assistenten: György Ring Assistenten: Vencel Tóth Vierde official: Janny Sikazwe Vijfde official: Marwa Range Video-assistenten: Danny Makkelie Video-assistenten: Damir Skomina Video-assistenten: Bakary Gassama |
| 14 december 2016 19:30 UTC+9 |                   |         |                                    | Stadion: Suita City Football Stadium, Osaka Toeschouwers: 15.050 Scheidsrechter: Viktor Kassai Assistenten: György Ring Assistenten: Vencel Tóth Vierde official: Janny Sikazwe Vijfde official: Marwa Range Video-assistenten: Danny Makkelie Video-assistenten: Damir Skomina Video-assistenten: Bakary Gassama |
|                              |                   |         |                                    | |

|                              |              |         |                             | |
| 15 december 2016 19:30 UTC+9 | Club América | 0 – 2   | Real Madrid                 | Stadion: Nissanstadion, Yokohama Toeschouwers: 50.117 Scheidsrechter: Enrique Cáceres Assistenten: Eduardo Cardozo Assistenten: Juan Zorrilla Vierde official: Nawaf Shukralla Vijfde official: Yaser Tulefat Video-assistenten: Andrés Cunha Video-assistenten: Mark Geiger Video-assistenten: Ravshan Irmatov |
| 15 december 2016 19:30 UTC+9 |              | Verslag | 45+2' Benzema 90+3' Ronaldo | Stadion: Nissanstadion, Yokohama Toeschouwers: 50.117 Scheidsrechter: Enrique Cáceres Assistenten: Eduardo Cardozo Assistenten: Juan Zorrilla Vierde official: Nawaf Shukralla Vijfde official: Yaser Tulefat Video-assistenten: Andrés Cunha Video-assistenten: Mark Geiger Video-assistenten: Ravshan Irmatov |
| 15 december 2016 19:30 UTC+9 |              |         |                             | Stadion: Nissanstadion, Yokohama Toeschouwers: 50.117 Scheidsrechter: Enrique Cáceres Assistenten: Eduardo Cardozo Assistenten: Juan Zorrilla Vierde official: Nawaf Shukralla Vijfde official: Yaser Tulefat Video-assistenten: Andrés Cunha Video-assistenten: Mark Geiger Video-assistenten: Ravshan Irmatov |
| 15 december 2016 19:30 UTC+9 |              |         |                             | Stadion: Nissanstadion, Yokohama Toeschouwers: 50.117 Scheidsrechter: Enrique Cáceres Assistenten: Eduardo Cardozo Assistenten: Juan Zorrilla Vierde official: Nawaf Shukralla Vijfde official: Yaser Tulefat Video-assistenten: Andrés Cunha Video-assistenten: Mark Geiger Video-assistenten: Ravshan Irmatov |
|                              |              |         |                             | |

### Wedstrijd voor derde plaats
|                              |                                             |                  |                                       | |
| 18 december 2016 16:00 UTC+9 | Club América                                | 2 – 2 3 - 4 pen. | Atletico Nacional                     | Stadion: Nissanstadion, Yokohama Toeschouwers: 44.625 Scheidsrechter: Nawaf Shukralla Assistenten: Yaser Tulefat Assistenten: Taleb Al Marri Vierde official: Abdelkader Zitouni Vijfde official: Philippe Revel Video-assistenten: Ravshan Irmatov Video-assistenten: Mark Geiger Video-assistenten: Nick Waldron |
| 18 december 2016 16:00 UTC+9 | Arroyo 38' O. Peralta 66' (pen.)            | Verslag          | 6' (e.d.) Samudio 26' Guerra          | Stadion: Nissanstadion, Yokohama Toeschouwers: 44.625 Scheidsrechter: Nawaf Shukralla Assistenten: Yaser Tulefat Assistenten: Taleb Al Marri Vierde official: Abdelkader Zitouni Vijfde official: Philippe Revel Video-assistenten: Ravshan Irmatov Video-assistenten: Mark Geiger Video-assistenten: Nick Waldron |
| 18 december 2016 16:00 UTC+9 | Strafschoppen                               |                  |                                       | Stadion: Nissanstadion, Yokohama Toeschouwers: 44.625 Scheidsrechter: Nawaf Shukralla Assistenten: Yaser Tulefat Assistenten: Taleb Al Marri Vierde official: Abdelkader Zitouni Vijfde official: Philippe Revel Video-assistenten: Ravshan Irmatov Video-assistenten: Mark Geiger Video-assistenten: Nick Waldron |
| 18 december 2016 16:00 UTC+9 | Martínez Samudio Quintero O. Peralta Arroyo |                  | Mosquera Nieto Bocanegra Torres Borja | Stadion: Nissanstadion, Yokohama Toeschouwers: 44.625 Scheidsrechter: Nawaf Shukralla Assistenten: Yaser Tulefat Assistenten: Taleb Al Marri Vierde official: Abdelkader Zitouni Vijfde official: Philippe Revel Video-assistenten: Ravshan Irmatov Video-assistenten: Mark Geiger Video-assistenten: Nick Waldron |
|                              |                                             |                  |                                       | |

### Finale
|                              |                                          |              |                    | |
| 18 december 2016 19:30 UTC+9 | Real Madrid                              | 4 – 2 (n.v.) | Kashima Antlers    | Stadion: Nissanstadion, Yokohama Toeschouwers: 68.742 Scheidsrechter: Janny Sikazwe Assistenten: Marwa Range Assistenten: Jerson dos Santos Vierde official: Viktor Kassai Vijfde official: György Ring Video-assistenten: Danny Makkelie Video-assistenten: Damir Skomina Video-assistenten: Bakary Gassama |
| 18 december 2016 19:30 UTC+9 | Benzema 9' Ronaldo 60' (pen.), 98', 104' | Verslag      | 44', 52' Shibasaki | Stadion: Nissanstadion, Yokohama Toeschouwers: 68.742 Scheidsrechter: Janny Sikazwe Assistenten: Marwa Range Assistenten: Jerson dos Santos Vierde official: Viktor Kassai Vijfde official: György Ring Video-assistenten: Danny Makkelie Video-assistenten: Damir Skomina Video-assistenten: Bakary Gassama |
| 18 december 2016 19:30 UTC+9 |                                          |              |                    | Stadion: Nissanstadion, Yokohama Toeschouwers: 68.742 Scheidsrechter: Janny Sikazwe Assistenten: Marwa Range Assistenten: Jerson dos Santos Vierde official: Viktor Kassai Vijfde official: György Ring Video-assistenten: Danny Makkelie Video-assistenten: Damir Skomina Video-assistenten: Bakary Gassama |
| 18 december 2016 19:30 UTC+9 |                                          |              |                    | Stadion: Nissanstadion, Yokohama Toeschouwers: 68.742 Scheidsrechter: Janny Sikazwe Assistenten: Marwa Range Assistenten: Jerson dos Santos Vierde official: Viktor Kassai Vijfde official: György Ring Video-assistenten: Danny Makkelie Video-assistenten: Damir Skomina Video-assistenten: Bakary Gassama |
|                              |                                          |              |                    | |

| Real Madrid | Kashima Antlers |

| GK              | 1  | Keylor Navas      |          |
| RB              | 2  | Dani Carvajal     | 102'     |
| CB              | 5  | Raphaël Varane    |          |
| CB              | 4  | Sergio Ramos      | 55' 108' |
| LB              | 12 | Marcelo           |          |
| CM              | 19 | Luka Modrić       | 106'     |
| CM              | 14 | Casemiro          | 100'     |
| CM              | 8  | Toni Kroos        |          |
| RW              | 17 | Lucas Vázquez     | 81'      |
| CF              | 9  | Karim Benzema     |          |
| LW              | 7  | Cristiano Ronaldo | 112'     |
| Wisselspelers:  |    |                   |          |
| GK              | 13 | Kiko Casilla      |          |
| GK              | 25 | Rubén Yáñez       |          |
| DF              | 3  | Pepe              |          |
| DF              | 6  | Nacho             | 108'     |
| DF              | 15 | Fábio Coentrão    |          |
| DF              | 23 | Danilo            |          |
| MF              | 10 | James Rodríguez   |          |
| MF              | 16 | Mateo Kovačić     | 106'     |
| MF              | 20 | Marco Asensio     |          |
| MF              | 22 | Isco              | 81'      |
| FW              | 18 | Mariano           |          |
| FW              | 21 | Álvaro Morata     | 112'     |
| Coach:          |    |                   |          |
| Zinedine Zidane |    |                   |          |

| GK             | 21 | Hitoshi Sogahata    |         |
| RB             | 22 | Daigo Nishi         |         |
| CB             | 23 | Naomichi Ueda       |         |
| CB             | 3  | Gen Shoji           |         |
| LB             | 16 | Shuto Yamamoto      | 58'     |
| RM             | 25 | Yasushi Endo        | 102'    |
| CM             | 10 | Gaku Shibasaki      |         |
| CM             | 40 | Mitsuo Ogasawara    | 67'     |
| LM             | 6  | Ryota Nagaki        | 114'    |
| CF             | 33 | Mu Kanazaki         |         |
| CF             | 8  | Shoma Doi           | 88'     |
| Wisselspelers: |    |                     |         |
| GK             | 1  | Masatoshi Kushibiki |         |
| GK             | 29 | Shinichiro Kawamata |         |
| DF             | 14 | Hwang Seok-ho       |         |
| DF             | 17 | Bueno               |         |
| DF             | 24 | Yukitoshi Ito       | 102'    |
| MF             | 11 | Fabrício            | 67' 93' |
| MF             | 13 | Atsutaka Nakamura   |         |
| MF             | 20 | Kento Misao         |         |
| MF             | 32 | Taro Sugimoto       |         |
| MF             | 35 | Taiki Hirato        |         |
| FW             | 18 | Shuhei Akasaki      | 114'    |
| FW             | 34 | Yuma Suzuki         | 88'     |
| Coach:         |    |                     |         |
| Masatada Ishii |    |                     |         |

| Winnaar WK voetbal voor clubs 2016            |
| --------------------------------------------- |
| Real Madrid 2e titel (5e keer wereldkampioen) |

## Individuele prijzen
| Prijs                  | Speler            | Club            |
| ---------------------- | ----------------- | --------------- |
| Gouden Bal             | Cristiano Ronaldo | Real Madrid     |
| Zilveren Bal           | Luka Modrić       | Real Madrid     |
| Bronzen Bal            | Gaku Shibasaki    | Kashima Antlers |
| Fair-Play Award (club) | Kashima Antlers   | Kashima Antlers |

## Topscorers
| Pos. | Speler            | Club                   |   | Gescoord met penalty |
| ---- | ----------------- | ---------------------- | - | -------------------- |
| 1.   | Cristiano Ronaldo | Real Madrid            | 4 | 1                    |
| 2.   | Silvio Romero     | Club América           | 2 | 0                    |
| 2.   | Kim Bo-kyung      | Jeonbuk Hyundai Motors | 2 | 0                    |
| 2.   | Yasushi Endo      | Kashima Antlers        | 2 | 0                    |
| 2.   | Mu Kanazaki       | Kashima Antlers        | 2 | 0                    |
| 2.   | Gaku Shibasaki    | Kashima Antlers        | 2 | 0                    |
| 2.   | Karim Benzema     | Real Madrid            | 2 | 0                    |
| 8.   | Michael Arroyo    | Club América           | 1 | 0                    |
| 8.   | Oribe Peralta     | Club América           | 1 | 1                    |
| 8.   | Alejandro Guerra  | Atlético Nacional      | 1 | 0                    |
| 8.   | Kim Dae-wook      | Auckland City          | 1 | 0                    |
| 8.   | Kim Shin-wook     | Jeonbuk Hyundai Motors | 1 | 0                    |
| 8.   | Lee Jong-ho       | Jeonbuk Hyundai Motors | 1 | 0                    |
| 8.   | Shuhei Akasaki    | Kashima Antlers        | 1 | 0                    |
| 8.   | Shoma Doi         | Kashima Antlers        | 1 | 1                    |
| 8.   | Yuma Suzuki       | Kashima Antlers        | 1 | 0                    |
| 8.   | Percy Tau         | Mamelodi Sundowns      | 1 | 0                    |

1 Eigen doelpunt
 Ricardo Nascimento (Mamelodi Sundowns, tegen Jeonbuk Hyundai Motors)
 Miguel Samudio (Club América, tegen Atlético Nacional)

## Eindrangschikking

### Eindstand
| Plaats | Club                   | Confederatie | gs | w | g | v | dv | dt | ds |
| ------ | ---------------------- | ------------ | -- | - | - | - | -- | -- | -- |
| Goud   | Real Madrid            | UEFA         | 2  | 2 | 0 | 0 | 6  | 2  | +4 |
| Zilver | Kashima Antlers        | AFC          | 4  | 3 | 0 | 1 | 9  | 5  | +4 |
| Brons  | Atlético Nacional      | CONMEBOL     | 2  | 0 | 1 | 1 | 2  | 5  | -3 |
| 4.     | Club América           | CONCACAF     | 3  | 1 | 1 | 1 | 4  | 5  | -1 |
| 5.     | Jeonbuk Hyundai Motors | AFC          | 2  | 1 | 0 | 1 | 5  | 3  | +2 |
| 6.     | Mamelodi Sundowns      | CAF          | 2  | 0 | 0 | 2 | 1  | 6  | -5 |
| 7.     | Auckland City          | OFC          | 1  | 0 | 0 | 1 | 1  | 2  | -1 |

2000 · 2001 · 2005 · 2006 · 2007 · 2008 · 2009 · 2010 · 2011 · 2012 · 2013 · 2014 · 2015 · 2016 · 2017 · 2018 ·  2019 · 2020 · 2021 · 2022 · 2023 · 2025 · 2029